# Carlo Ruzzini

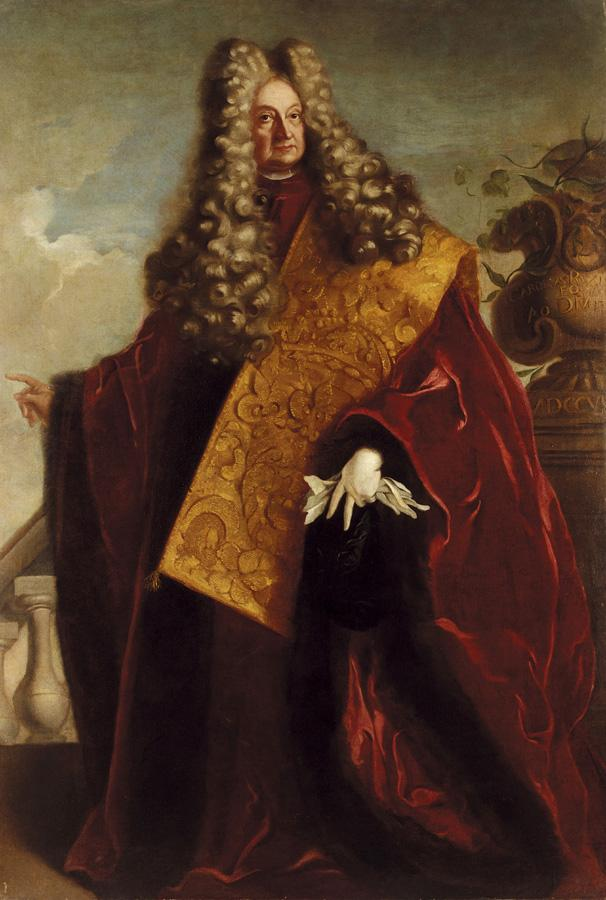
Gregorio Lazzarini: Carlo Ruzzini, 1706, mit der Stola des Ordens von San Marco, Öl auf Leinwand, Privatsammlung

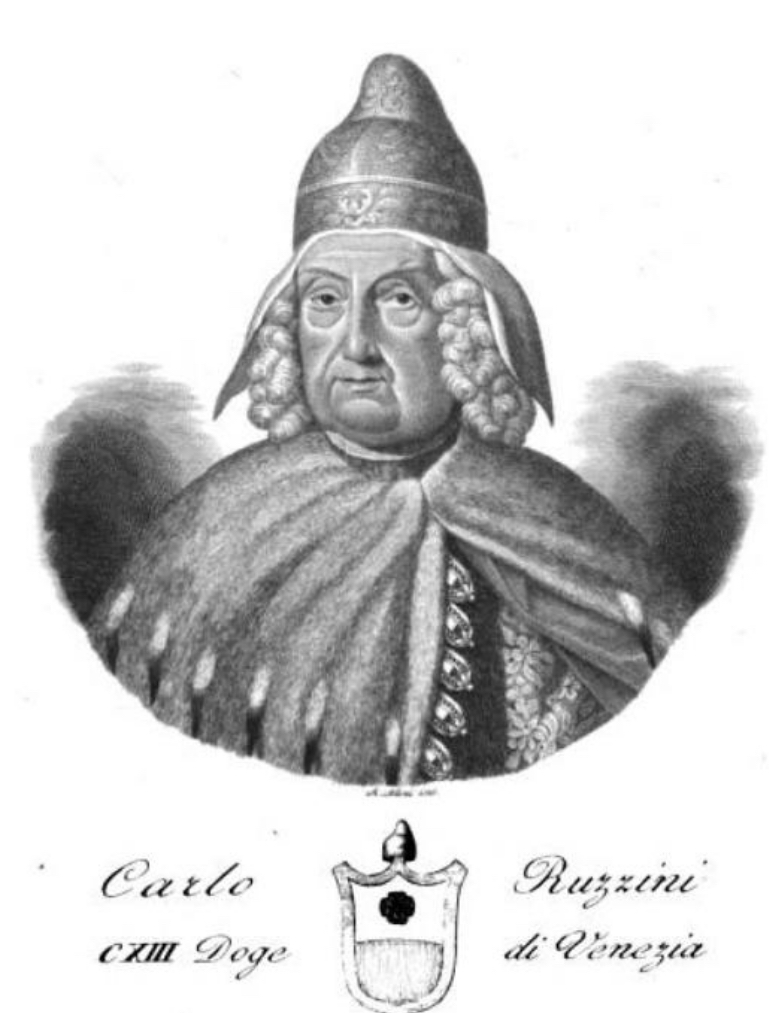
Darstellung des Dogen aus der Zeit vor dem Jahr 1834, Antonio Nani: Serie dei Dogi di Venezia intagliati in rame da Antonio Nani. Giuntevi alcuni notizie biografiche estese da diversi, Bd. 1, Merlo, Venedig 1840, o. S. (Google Books)

Carlo Ruzzini (* 11. November 1653 in Venedig; † 5. Januar 1735 ebenda) war, folgt man der Zählweise der staatlich gesteuerten Geschichtsschreibung der Republik Venedig, ihr 113. Doge. Er regierte vom 2. Juni 1732 bis zu seinem Tod gut zweieinhalb Jahre lang.
Seinen Aufstieg verdankte er weder hauptsächlich einer sonst häufigen Ämterlaufbahn noch einer militärischen Karriere, sondern vor allem seiner Tätigkeit als Botschafter und Gesandter an den Höfen in Madrid und Wien, bei den Friedensverhandlungen in Karlowitz und in Utrecht, dann in Konstantinopel. Nach diesen weit über ein Jahrzehnt in Anspruch nehmenden diplomatischen Aufgaben genoss er in Venedig höchstes Ansehen, wurde Prokurator von San Marco und saß in den wichtigsten Ratsgremien Venedigs.

## Familie

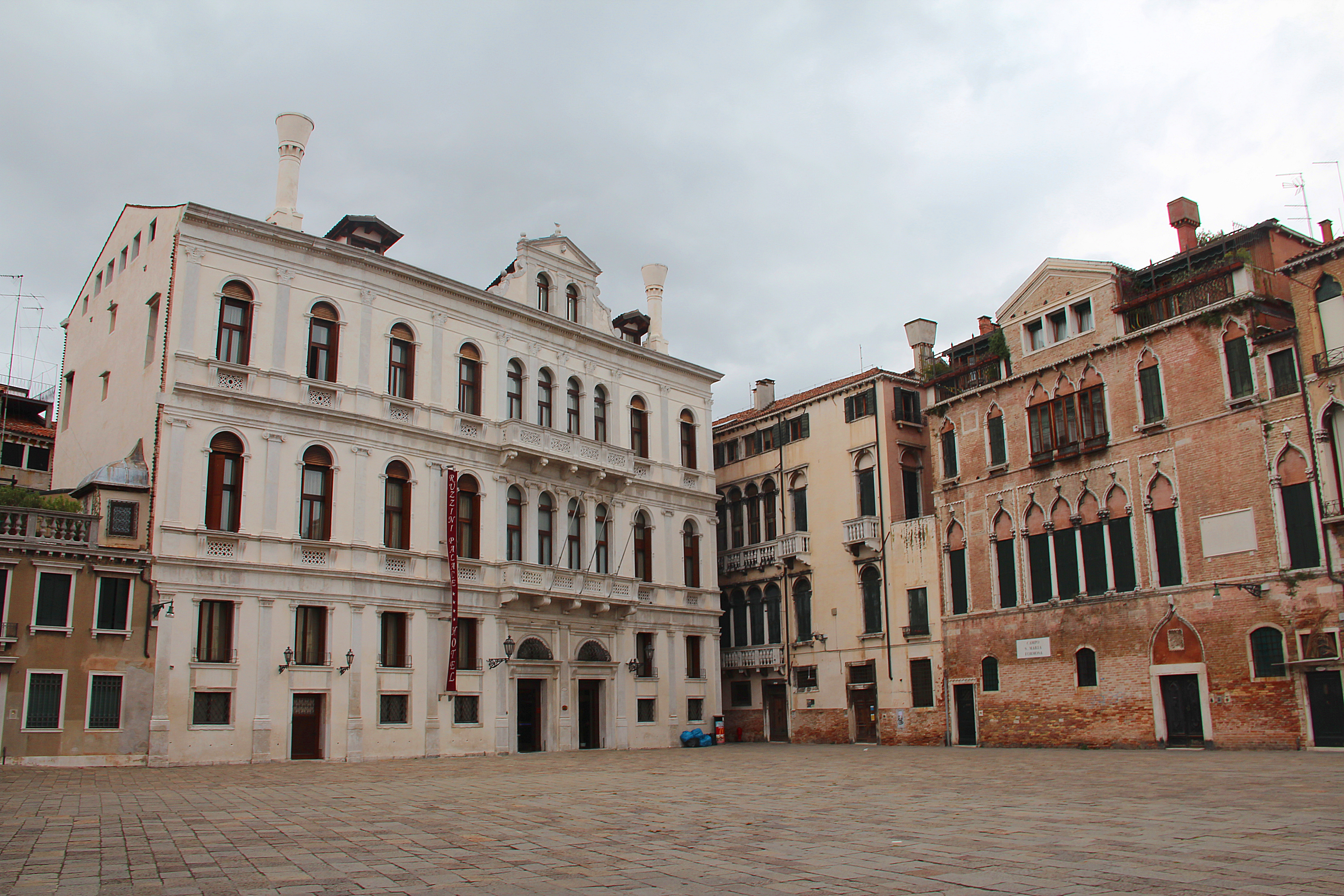
Der Palazzo Priuli Ruzzini am Campo Santa Maria Formosa (links). Eine Verbindung mit diesem Gebäude bestand in Ruzzinis Bestimmung, dass dieser Stadtpalast fortan von den Nachkommen seiner Geschwister bewohnt werden sollte.

Carlo Ruzzini wurde als dritter Sohn des späteren Prokurators Marco Ruzzini und seiner Ehefrau Caterina Zen di Giovanni geboren, die außer ihm noch vier Söhne und vier Töchter hatten. Zwar stellten die Ruzzini vor Carlo Ruzzini keinen Dogen, doch war Bianca Ruzzini die Mutter der Dogaressa Elisabetta Querini, der Ehefrau des Dogen Silvestro Valier. Carlo Ruzzini selbst war nicht verheiratet und hatte keine Kinder.
Die 1669 geschlossene Ehe seines älteren Bruders Giovanni Antonio mit Elena Donà gestattete es Carlo Ruzzini, sich ausschließlich seiner politischen Laufbahn zu widmen. Dabei pflegte er ein gutes Verhältnis zu seinen Neffen, die ihn zuweilen auf seinen Gesandtschaftsreisen begleiteten.

## Leben
Carlo Ruzzini erhielt, nachdem er in den ersten Jahren von Hauslehrern unterrichtet worden war, eine sorgfältige Ausbildung an der vom Orden der Somasker betriebenen Schule bei Santa Maria della Salute, war zunächst Mitglied und später Savio des Ordens. Wegen seiner schwachen physischen Konstitution ließ ihn der Vater nicht außerhalb Venedigs lernen.

### Ämterlaufbahn (ab 1679)
Wie üblich in Venedig, wo die jungen Adligen ihre Ämterlaufbahn zwischen 20 und 25 Jahren begannen, übernahm Carlo Ruzzini am 25. Februar 1679 den gleichfalls üblichen Einstiegsposten eines Savio agli Ordini bis zum 4. Oktober. Am 2. Januar 1680 wählte man ihn auf ein Jahr zum Provveditore sopra gli Uffici. Allerdings verhinderte die venezianische Gesetzgebung, dass, solange sein Vater im Collegio saß, er eine senatorische Karriere einschlagen konnte. Das galt auch für andere Verwandte.
In der Folge zog er es 1681 und erneut 1684 vor, mit einer Gesandtschaft nach Frankreich und ins Heilige Römische Reich zu gehen. So erlangte er erste Erfahrungen auf dem diplomatischen Parkett. Im April 1682 wurde er Provveditore sopra le Camere (bis September 1683), dann Savio alle Decime für das ganze Jahr 1685. Inzwischen konnte er auch im Rahmen des Senats aufsteigen, so dass er in den ersten Halbjahren 1686 und 1687 Savio di Terraferma wurde, also mit dem venezianischen Gebiet in Oberitalien, der Terraferma, befasst war, dann erneut von Oktober 1688 bis März 1689 und je für das gleiche Halbjahr 1689 und 1690.

#### Botschafter in Madrid (1691–1693) und in Wien (1695), Verhandlungen von Karlowitz (bis 1699)
Als er am 17. September 1689 als Botschafter an den französischen Hof in Paris ausgewählt wurde, lehnte er diese Aufgabe zwar ab, doch die Wahl vom 8. Juli 1690 für eine solche Reise nach Spanien nahm er an. Allerdings verzögerte sich seine Abreise um mehr als ein Jahr. Seinen ersten Bericht, seine relazione, auf dem Weg dorthin, verfasste er am 28. September 1691 in Padua. Er reiste von dort nach Lyon, dann über Pamplona nach Madrid, wo er drei Jahre blieb.
Noch während er sich dort aufhielt, wurde er am 17. Dezember 1693 zum Botschafter für den Hof in Wien nominiert. Als Plenipotentiar verhandelte er bis zum Abschluss des Friedens von Karlowitz – allerdings musste er seine Schritte bis ins Detail mit dem Senat abstimmen. Die beiden relazioni, die Abschlussberichte, hielt er erst nach seiner Rückkehr nach Venedig im Dezember 1699. Darin erkannte er die Verdienste im Kampf gegen die „empietà maomettana trapiantata dall’Africa“ an, also neutraler formuliert, gegen den aus Nordafrika eingedrungenen Islam. Doch beobachtete er auch starke Symptome des Niedergangs bis in die königliche Familie hinein.
Ende 1694 verließ er Madrid, im März 1695 reiste er von Venedig nach Wien, wo er am 12. Mai 1695 einzog. Die Verhandlungen mit den Osmanen und dem Reich zogen sich hin, doch am Ende fiel Venedig die Morea zu, wie die Halbinsel Peloponnes hieß, dazu einige Gebiete in Dalmatien. Ausführlich beschrieb Ruzzini die Mentalität der beteiligten Nationen, wobei er, wie im spanischen Fall, zahlreiche zeittypische Klischees nutzte.

#### Im innersten Zirkel (ab 1699), Botschafter in Madrid (1699–1702)
Im April 1699 verließ er Wien, um in Venedig nun selbst Savio del Consiglio zu werden (September 1699 – März 1700). Bis zum 30. April 1702 wurde er danach in kein Amt mehr gewählt.
Doch an diesem Tag wurde er, zusammen mit Federico Corner, erneut zum Botschafter in Spanien gewählt. Dies hing mit dem Spanischen Erbfolgekrieg zusammen, der Europa mehr als ein Jahrzehnt in Atem halten sollte. Venedig hatte als legitimen Erben Philipp V. anerkannt, der sich in Mailand aufhielt, um die Österreicher zu bekämpfen, deren Truppen in die Lombardei eingedrungen waren, in unmittelbarer Nachbarschaft der venezianischen Terraferma. Ruzzinis Mission dauerte vom 28. Juli bis in den November 1702. Beim König erhielten die Diplomaten allerdings erst am 23. Oktober in Mailand eine Audienz.

#### Sonderbotschafter in Konstantinopel (1704–1706)
Am 16. August 1704 wurde Ruzzini zum Sonderbotschafter beim osmanischen Sultan Ahmed III. gewählt, an dessen Hof er vergeblich für eine friedliche Konfliktlösung warb. Ihm war klar, dass die Osmanen an der Morea festhalten würden, deren Verlust sie nicht auf Dauer hinzunehmen gedachten. Für sie war die Halbinsel „la spina che punge il cuore, perch’è uno stato importante, vicino, pretioso“, sie sei der Dorn, der in ihr Herz steche, denn sie sei ein wichtiges, nahes, wertvolles Territorium.
Ruzzini versuchte es in seiner relazione zu vermeiden, „cose già molte volte spiegate“ zu wiederholen, und statt dieser schon oftmals erklärten Überlegungen zur Geographie, den Finanzen oder den Eigenheiten der Türken, lieber eine Art Handreichung für zukünftige Diplomaten zu verfassen.

#### Ämter in Venedig (1706–1712)
Am 3. März 1706 erreichte ihn die Nachricht von seiner Wahl zum Procuratore di S. Marco de citra, dem zweithöchsten Rang, den die Republik nach dem Dogat zu vergeben hatte. Im September des Jahres kehrte er nach Venedig zurück, um von April bis September 1707 das Amt eines Savio del Consiglio einzunehmen, ebenso wie in der zweiten Jahreshälfte 1708.
Am 11. Mai 1709 avancierte er zum Correttore della Promissione ducale, er war also einer der Männer, die den Amtseid des zukünftigen Dogen überarbeiten sollten. Von Juni 1709 bis Mai 1711 war er Riformatore dello Studio di Padova, war also für die Universität Padua zuständig, wobei er parallel von Oktober 1710 bis März 1711 wieder Savio del Consiglio war, desgleichen von Oktober 1711 bis Januar 1712.

#### Verhandlungen von Utrecht (1712)

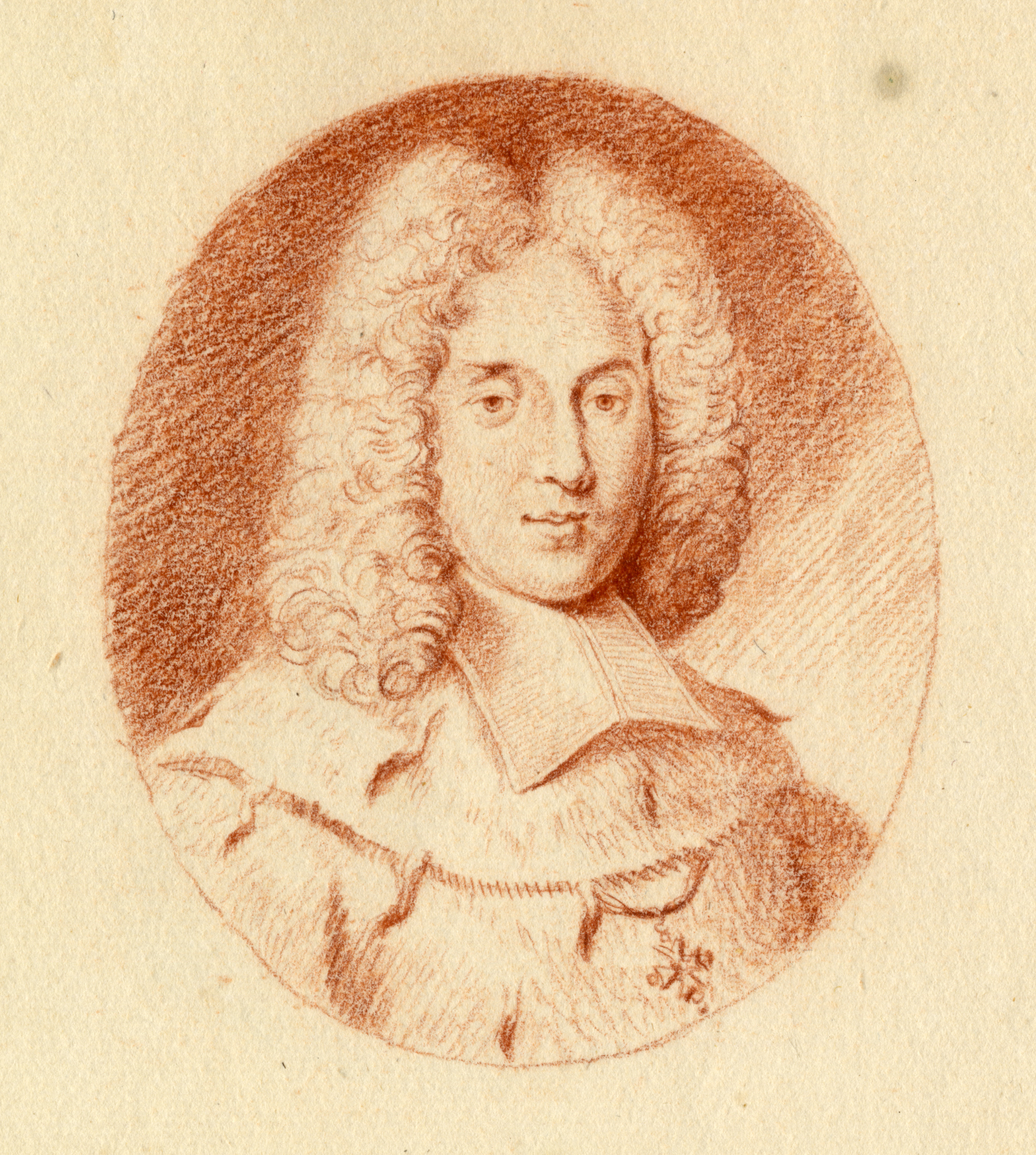
Porträt des französischen Unterhändlers Melchior de Polignac, entstanden zur Zeit der Verhandlungen in Utrecht, 76 mal 184 cm, Archiv von Utrecht

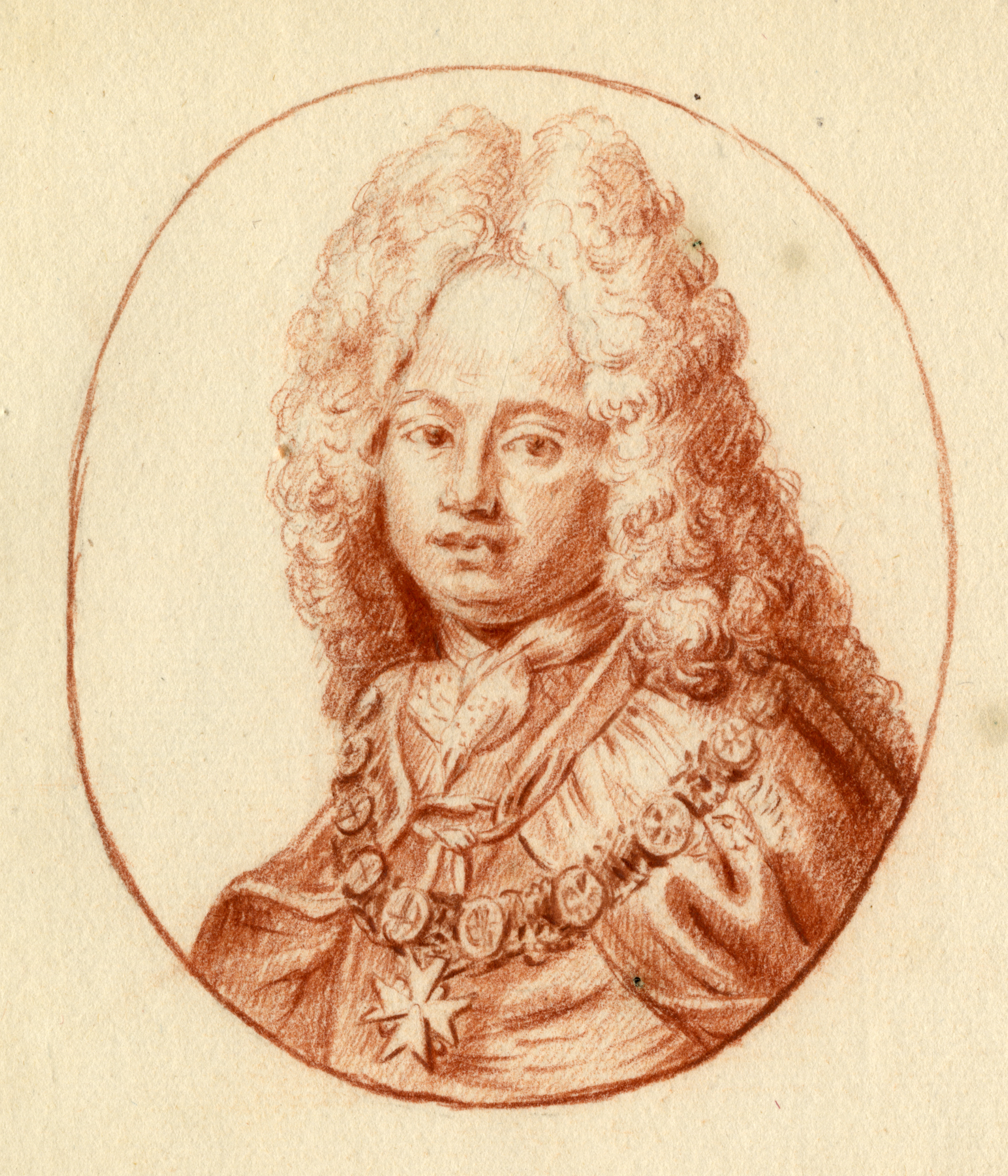
Porträt des französischen Gesandten De Mesnager

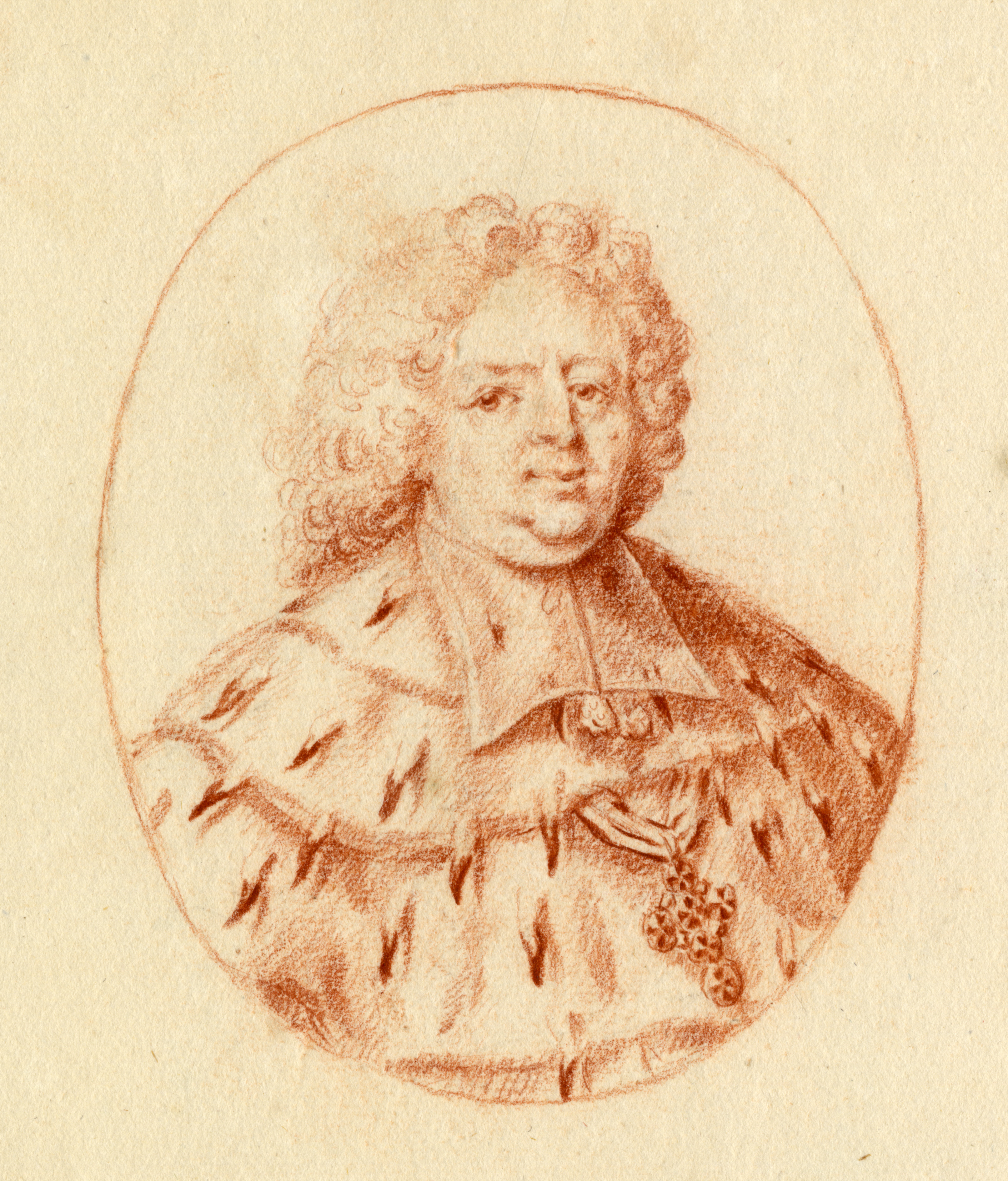
Porträt von Franz Graf Van Schönborn, Kammerherr und Hofrat des Kaisers

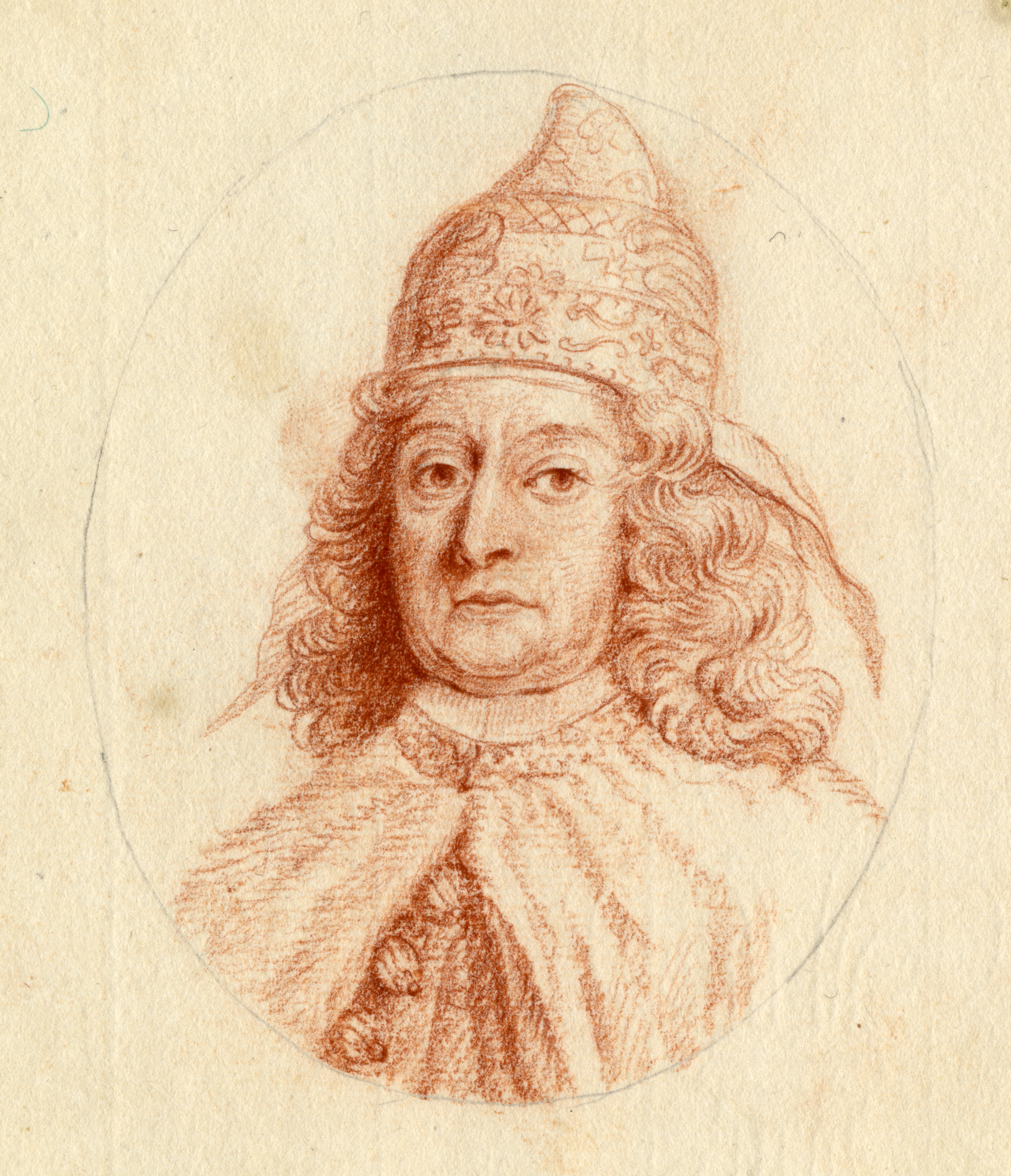
Porträt des Dogen Giovanni II. Corner

Wieder als Plenipotentiar nahm er an den Friedensverhandlungen in Utrecht teil; er erreichte Holland im April 1712. Er selbst hatte größte Bedenken, zum einen wegen der hohen finanziellen Belastungen, dann wegen der Reisezeit, nämlich im Winter und Frühjahr, zudem wegen der delikaten Aufgabe in einem solchen gewaltigen Machtgefüge, aber vor allem wegen seines fortgeschrittenen Alters, wie er bereits aus Treviso schrieb. Es war immerhin seine sechste Reise zu Verhandlungszwecken solch komplexer Art.
Er reiste wieder mit Marc’Antonio Grimani und seinem Neffen Domenico, erreichte bald Innsbruck. Dort erfuhren sie, dass England bereits einige Konzessionen für Indien erlangt hatte, wie Ruzzini unter dem 5. März berichtete; dann ging es nach Augsburg; die Alpenüberquerung war bei nebligem Wetter überaus schwierig gewesen. Mitte März erreichte er Frankfurt, wo er, wie an allen diesen Orten, Kontakt mit verschiedenen Diplomaten und Unterhändlern aufnahm. Dort erreichten ihn auch die notwendigen Pässe, um nach Frankreich und in die Niederlande einreisen zu dürfen. Von dort ging es nach Düsseldorf, von wo er weitere Berichte nach Venedig sandte, und wo er mit dem Pfälzer Kurfürsten zusammenkam. Die Pässe hatte ihm der Sekretär, der Ruzzinis Vorgänger vertrat, zukommen lassen.
Doch Venedig sah sich längst nicht mehr in der Lage, eine größere Rolle in der europäischen Politik zu übernehmen. Als der englische Botschafter Thomas Wentworth, Earl of Strafford, im Mai 1712 fragte, ob Venedig Mantua oder Comacchio anstrebe, lehnte Ruzzini das englische Angebot ab und erklärte, die Republik strebe nur nach Frieden. Allerdings versuchte er Wiedergutmachung für die Zerstörungen zu erlangen, die die französischen und vor allem die kaiserlichen Truppen angerichtet hatten – doch die entsprechenden Zusagen, vor allem der Armeeführer, wurden nicht eingehalten. Dies hing aber auch, wie Ruzzini einräumte, damit zusammen, dass genaue Informationen über den Umfang der Zerstörungen, etwa auf der Basis von Karten fehlten. Obwohl diese erhoben worden waren, hatten sie Ruzzini nicht oder nicht rechtzeitig oder unvollständig erreicht – und er wusste ganz genau, wo sie zu finden waren, nämlich als Kopie bei den Deputati alla Provision del denaro. Zudem seien die Friedensverhandlungen durch die Kriegsgegner einberufen worden, die Verhandlungen über die besagten Wiedergutmachungen müssten an den jeweiligen Höfen und separat von den laufenden Verhandlungen erörtert werden.

Übersichtskarte zum Frieden von Utrecht

Auch die Rolle Mantuas wurde erörtert, die der Kaiser aber für eine Reichsangelegenheit hielt. Da Ruzzini einen neutralen Staat vertrat, nahm er an den Verhandlungen in großem Umfang, aber immer nur informell teil. Die Informationen, die er erhielt, schrieb er nieder und sandte seine Berichte regelmäßig nach Venedig. Darin finden sich überaus wertvolle Abschnitte über Länder, wie das Baltikum oder Russland, mit denen keine diplomatischen Kontakte bestanden. Aber auch mit den wichtigsten Unterhändlern kam es zu Konsultationen, nämlich mit dem Marquis von Uxelles, Melchior de Polignac und Nicolas Mesnager (1658–1714) für Frankreich, dem genannten Lord Strafford sowie dem Bischof von Bristol John Robinson für England, schließlich mit Graf von Sitzendorf für die Habsburger Monarchie. Der Vertrag von Utrecht wurde schließlich von Nicolas Mesnager und dem Marquis von Uxelles unterzeichnet. Ruzzini hatte keinerlei Recht mitzuentscheiden. Zu seiner Erbitterung war es zudem Savoyen gelungen, als bedeutendste Macht Italiens aufzutreten.
Ende September war Ruzzini wieder in Venedig. Er war auf seinen diplomatischen Reisen immer in Begleitung von einem seiner Neffen, den Söhnen seines Bruders Giovanni Antonio. Erneut wurde er Savio del Consiglio, nämlich im 1. Halbjahr 1714, dann von April bis September 1715 und 1716.

#### Friedensverhandlungen in Passarowitz (1718), Sonderbotschafter in Konstantinopel (Mai 1719 – November 1720)
Am 18. Februar 1718 wurde er als Sondergesandter zum Kongress von Passarowitz geschickt, nördlich von Belgrad. Dort gelang es, den Krieg zwischen Österreich und Venedig auf der einen Seite, und den Osmanen auf der anderen Seite zu beenden. Doch büßte Venedig dabei die Morea ein. Während der Verhandlungen mussten die Diplomaten in Zelten in kriegszerstörtem Gebiet kampieren. Infolgedessen führte Ruzzini von Mai bis September 1718 überaus strapaziöse Verhandlungen.

Jeremias Wolff (1663–1724): Ansicht von Constantinopel, um 1720

Bereits am 7. September 1718 wurde er zum Sonderbotschafter in Konstantinopel ernannt, um die durch den Konflikt unterbrochenen Beziehungen zum osmanischen Hof wiederherzustellen. Dazu verließ er Venedig im Mai 1719, um erst im November 1720 zurückzukehren. Wie er in seinem Bericht vom 8. Mai schreibt, war es äußerst schwierig zu unterhandeln, angesichts der „incertezze d’una Corte sempre violenta, dove non si può mai sperar sincera l’amicitia, né sicura la fede“. Trotz der besagten Unsicherheiten, die ein Hof schuf, an dem ständig Gewalt herrsche, an dem man nie auf wirkliche Freundschaft hoffen könne, es kein Vertrauen gebe, konnte die Grenze zwischen Dalmatien und dem Osmanenreich abgesteckt, die Gefangenen ausgetauscht, die Piratenplage vermindert werden. Im September kam der neue Bailò Giovanni Emo in der osmanischen Hauptstadt an. Ruzzini verließ den Hof im Oktober 1720.

#### Dogenrat (1723–1732)
Wieder wurde er Savio del Consiglio, diesmal für die ersten sechs Monate des Jahres 1721. Am 5. Mai wurde er zur Teilnahme an der Gesandtschaft anlässlich der Wahl des neuen Papstes, nämlich von Innozenz XIII. auf den päpstlichen Thron berufen, aber die Mission kam nicht zustande. Bald wurde sie auch nicht mehr gebraucht, denn der Papst starb bereits 1724. Ähnlich verhielt es sich mit den Gesandtschaften, zu denen Ruzzini berufen wurde, nämlich am 1. Juni 1724 zu Benedikt XIII. und am 15. Juli 1730 zu Clemens XII.
Im Jahrzehnt von 1723 bis 1732, also bis zu seiner Wahl zum Dogen, war Ruzzini Savio del Consiglio, 1723 noch im ersten Halbjahr, dann immer für die Zeit von März bis September.

### Das Dogenamt

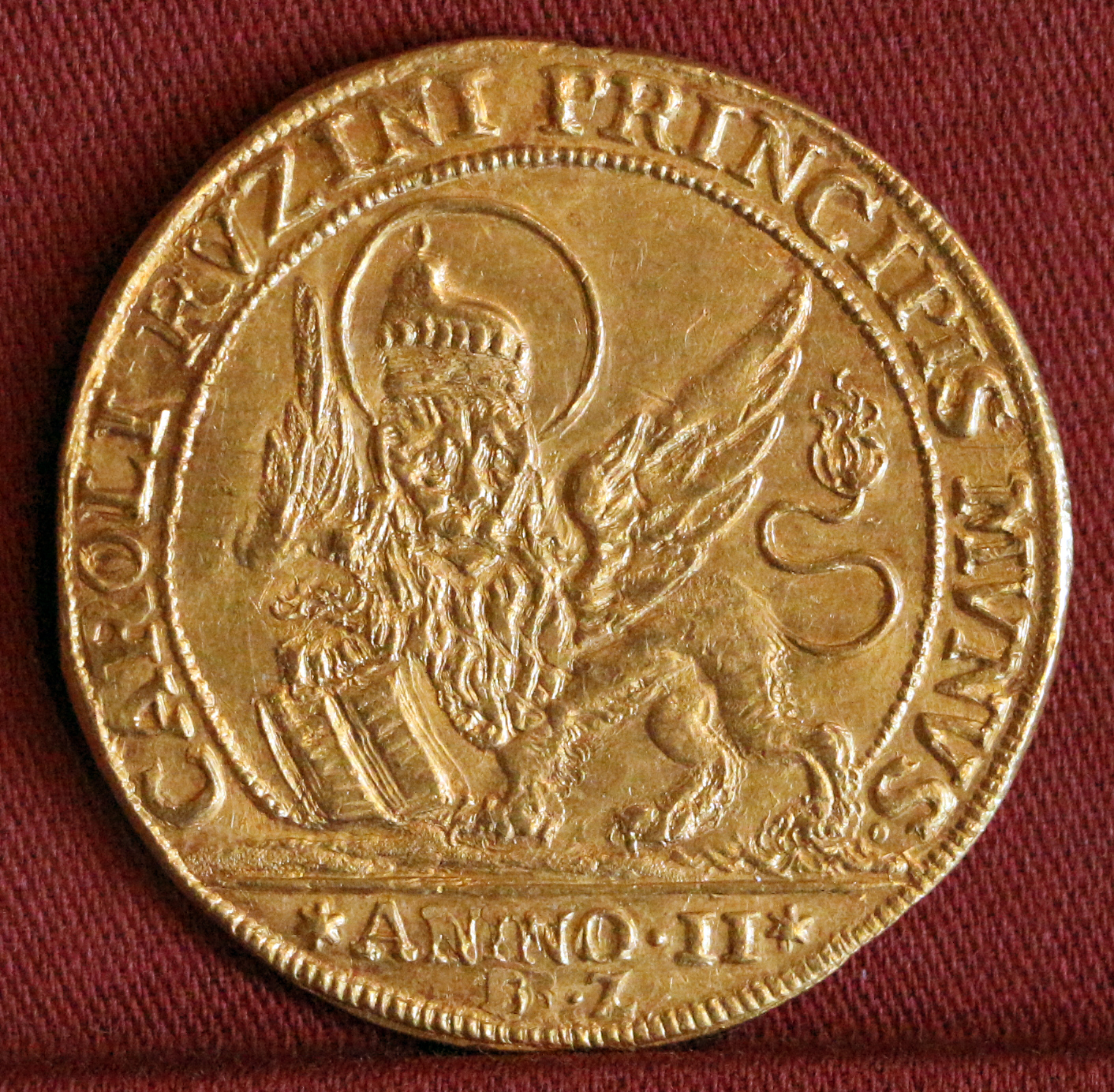
Im zweiten Jahr seiner Amtszeit geprägte Osella mit der Umschrift „Caroli Rvzini principis mvnvs“

In das Dogenamt wurde Carlo Ruzzini am 2. Juni 1732 im ersten Wahlgang – trotz seines hohen Alters und seiner Gebrechlichkeit – wegen seines hohen Ansehens und seiner Verdienste um die Republik gewählt. Venedig erlebte eine friedliche Zeit, zumal es sich allen diplomatischen Offerten entzog, es vermied, sich in die großen Konflikte, wie den um die Erbfolge in Polen (1733–1738) einzumischen.
Es fand die letzte der vielen Reliquientranslationen nach Venedig statt: Gebeine des Dogen Pietro Orseolo, um deren Heiligsprechung sich seine beiden Vorgänger erfolgreich bemüht hatten, wurden 1733 von Paris nach Venedig überführt und dort mit großem Zeremoniell empfangen.
Ruzzini, der eine humanistische Bildung genossen hatte, besaß in seinem Palast neben einer Bibliothek eine große Gemäldesammlung sowie eine beachtliche Kollektion von Münzen, Medaillen, Gemmen und Kuriositäten, wie sie in den Kabinetten der Zeit verbreitet waren.

## Tod und Grabmal
Ruzzini wurde in der Kapelle der Hl. Teresa in der Scalzi-Kirche in einem Bodengrab bestattet. Eine Platte aus schwarzem Marmor mit seinem Namen, seinem Wappen und dem Corno ducale, der Dogenmütze, erinnert an den Diplomaten und Dogen.